# NGC 5312
NGC 5312 este o hi (21cm) source⁠(d) situată în constelația Câinii de Vânătoare. A fost descoperită în 2 mai 1785 de către William Herschel. Se află la o distanță de 65,46 de megaparseci de Pământ.